# Хесус Роберто Кинтаниља (Кастањос)
Хесус Роберто Кинтаниља (шп. Jesús Roberto Quintanilla) насеље је у Мексику у савезној држави Коавила у општини Кастањос. Насеље се налази на надморској висини од 800 м.

## Становништво
Према подацима из 2005. године у насељу је живело 5 становника.

### Хронологија
| Година       | 2005 |
| ------------ | ---- |
| Становништво | 5    |

### Попис
| # | Индикатор                        | Вредност |
| - | -------------------------------- | -------- |
| 1 | Укупно појединачних домаћинстава | 1        |